# Kevin Babington
Kevin Babington (Clonmel, 24 de agosto de 1968) es un jinete irlandés que compitió en la modalidad de salto ecuestre.
Ganó una medalla de oro en el Campeonato Europeo de Saltos Ecuestres de 2001, en la prueba por equipos. Participó en los Juegos Olímpicos de Atenas 2004, ocupando el cuarto lugar en la prueba individual.

## Palmarés internacional
| Campeonato Europeo | Campeonato Europeo    | Campeonato Europeo | Campeonato Europeo |
| Año                | Lugar                 | Medalla            | Categoría          |
| ------------------ | --------------------- | ------------------ | ------------------ |
| 2001               | Arnhem (Países Bajos) | Medalla de oro     | Por equipos        |